# Faverolles (Orne)
Faverolles ist eine französische Gemeinde mit 132 Einwohnern (Stand: 1. Januar 2022) im Département Orne in der Region Normandie (vor 2016 Basse-Normandie). Sie gehört zum Arrondissement Argentan und zum Kanton Athis-Val de Rouvre (bis 2015 Briouze). 

## Geographie
Faverolles liegt etwa 26 Kilometer westsüdwestlich des Stadtzentrums von Argentan. An der westlichen Gemeindegrenze verläuft der Fluss Rouvre, im Osten die Maire. Umgeben wird Faverolles von den Nachbargemeinden Saint-Hilaire-de-Briouze im Norden, Montreuil-au-Houlme im Osten und Nordosten, Rânes im Südosten, Saint-Georges-d’Annebecq im Süden und Südosten, Le Grais im Süden und Südwesten, Lonlay-le-Tesson im Westen und Südwesten sowie Lignou im Westen.

## Einwohnerentwicklung
| 1962                      | 1968 | 1975 | 1982 | 1990 | 1999 | 2006 | 2011 | 2016 |
| ------------------------- | ---- | ---- | ---- | ---- | ---- | ---- | ---- | ---- |
| 276                       | 290  | 233  | 193  | 178  | 140  | 145  | 145  | 145  |
| Quelle: Cassini und INSEE |      |      |      |      |      |      |      |      |

## Sehenswürdigkeiten
- Kirche Saint-Pierre aus dem 19. Jahrhundert

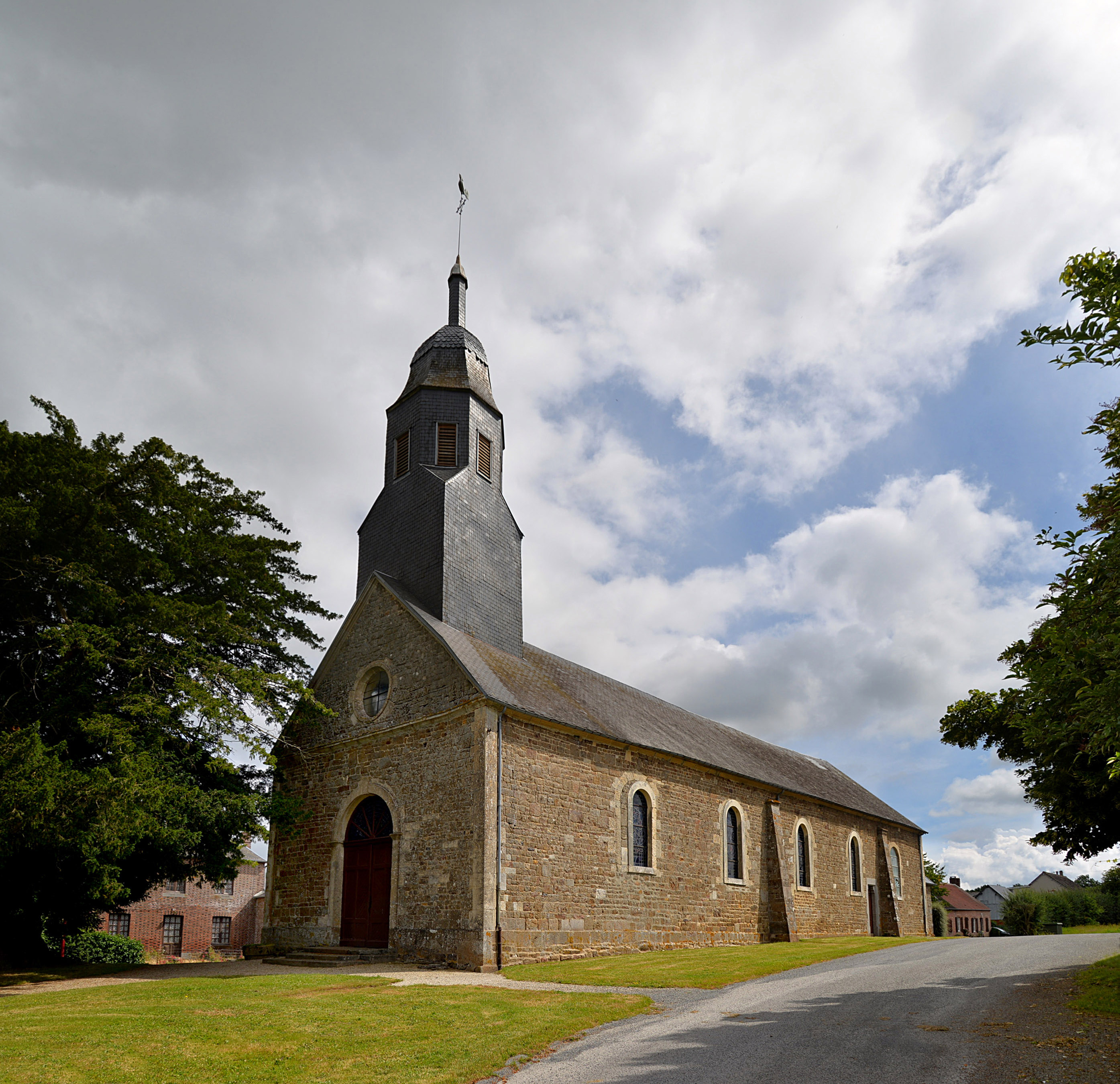
Kirche Saint-Pierre